# T75 권총

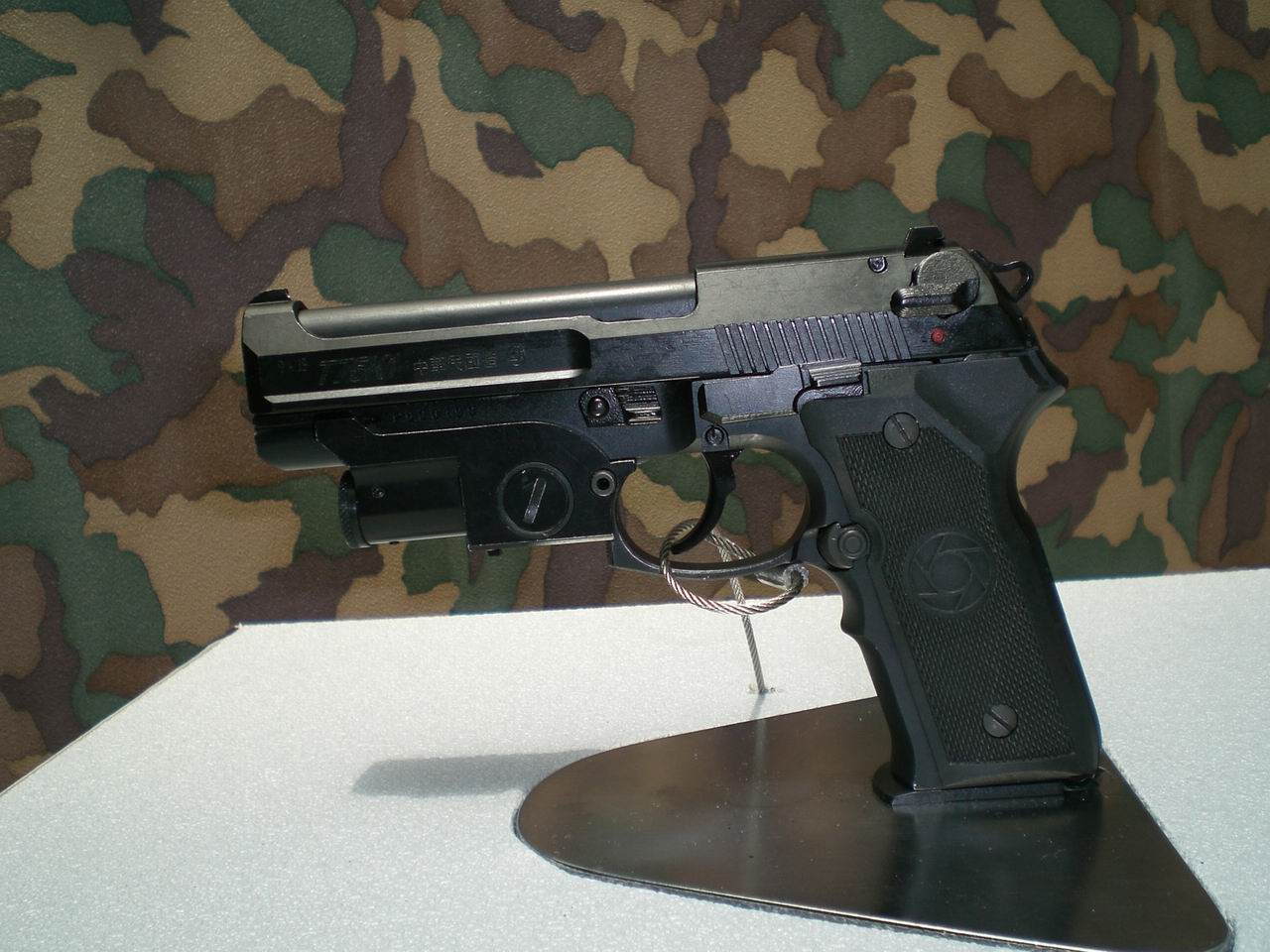
T75 pistol

T75 권총은 중화민국에서 생산되는 권총이다.
T75 권총은 이탈리아의 베레타 M92를 기초로 하여 만들어졌다.
T75 권총은 중화민국 경찰이 사용한다.

## 변형
- XT84
- T75K1
- T75K2
- T75K3